# Guillaume Brenner
Guillaume Walter Brenner (né le 10 février 1986 à Beauvais) est un footballeur franco-togolais, international togolais.

## Biographie
Membre des Éperviers, l'équipe du Togo, de 2005 à 2012, Guillaume Brenner se trouve dans le car du club lorsque celui-ci est pris pour cible par des terroristes du Front de libération de l'enclave de Cabinda le 8 janvier 2010.
Il reçoit six sélections officielles en équipe du Togo, et deux non officielles. Il joue son premier match le 14 mai 2006, en amical contre l'Arabie saoudite (défaite 1-0). Il reçoit sa dernière sélection le 14 août 2012, en amical contre le Burkina Faso (victoire 0-3). Entre-temps, il joue deux rencontres rentrant dans le cadre des éliminatoires de la Coupe d'Afrique des nations 2012, lors de l'année 2010.
En club, il évolue en France, en Pologne et à Chypre, dans les divisions inférieures.
Il raccroche les crampons en 2012, alors qu'il a seulement 26 ans, en raison notamment de plusieurs blessures.
Il travaille alors au sein de la mairie de Saint-Sébastien-sur-Loire, puis devient conseiller commercial au sein des assurances Generali.